# Bowerbankia vidovici
Bowerbankia vidovici är en mossdjursart som beskrevs av Jean-Loup d'Hondt 1983. Bowerbankia vidovici ingår i släktet Bowerbankia och familjen Vesiculariidae. Inga underarter finns listade i Catalogue of Life.